# Герас (мифология)
Герас (греч. Γῆρας, Gễras) — древнейший бог в древнегреческой мифологии, бог старости.

## История
Гесиод писал о нём как о сыне Нюкты. Гай Юлий Гигин считал, что отцом Гераса является Эреб. Обычно он изображался в виде старика маленького роста. В римской мифологии получил имя Сенект (лат. Senectus). Противоположностью Гераса была Геба, богиня юности.